# Caspar Bartholin (1582–1629)
Caspar Bartholin  (1582. február 12. Malmo, Dánia – 1629. július 13.) polihisztor. 1613-ban a Koppenhágai Egyetem orvostudományi részén professzori állást kapott. Később ugyanezen az egyetemen teológiát is tanított. Caspar Bartholin Secundus (1655–1738) nagyapja.

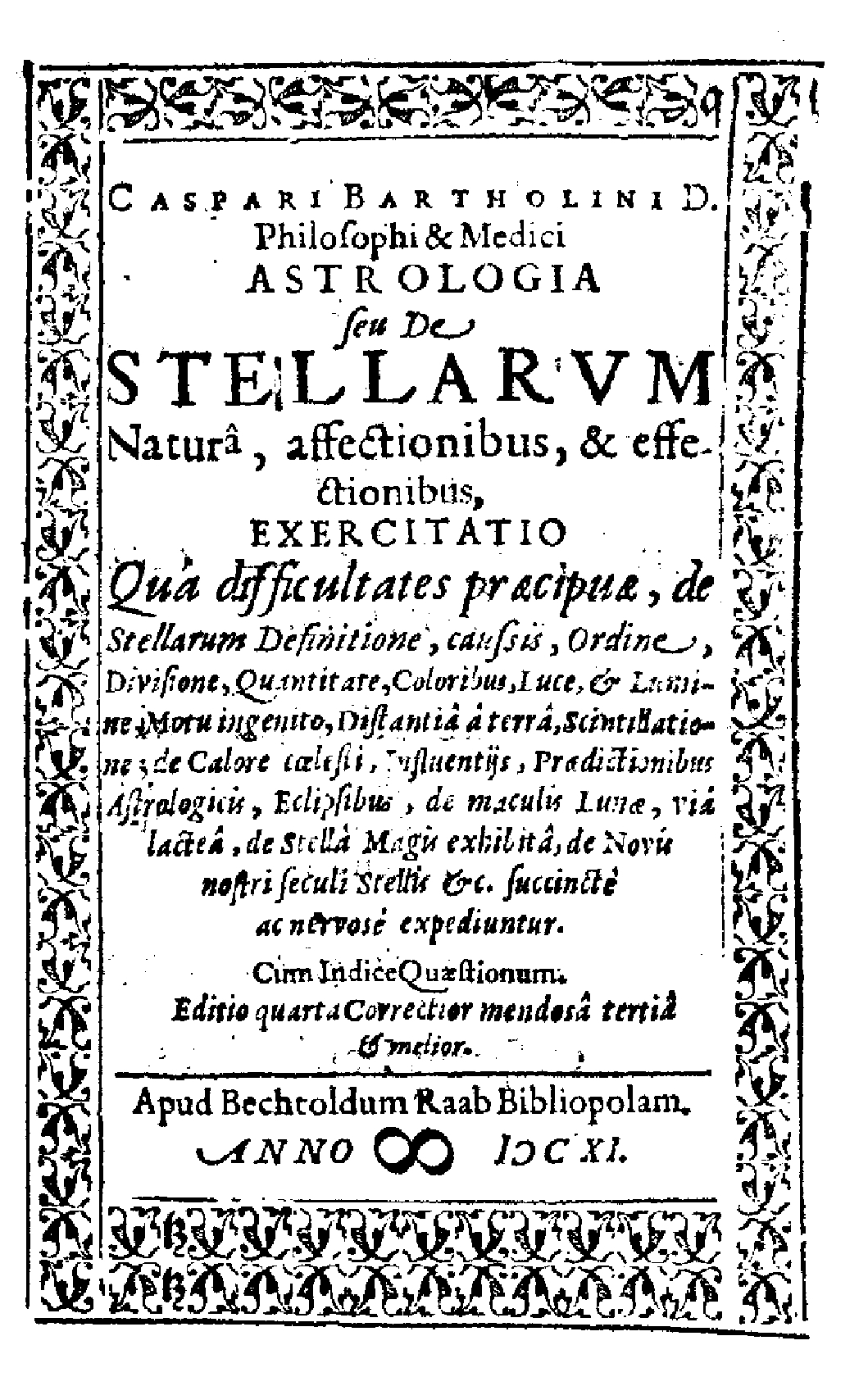
Astrologia, seu De stellarum natura, 1612

Rendkívül koraérett volt. Már háromévesen tudott olvasni, 13 évesen pedig görög és latin szónoklatokat írt, s ezeket a nyilvánosság előtt elő is adta. 18 éves korában beiratkozott a Koppenhágai Egyetemre, majd ezt követően Rostockban és Wittenbergben tanult. Tanulmányai végeztével körbejárta Németországot, a Dél-Németalföldet, az Angol Királyságot, Franciaországot és Itáliát. Minden, meglátogatott egyetemen kitüntetett figyelmet kapott. 1613-ban őt választották az orvostudományok professzorává a Koppenhágai Egyetemen. Ezt a tisztet 11 éven keresztül, egészen addig betöltötte, míg súlyosan beteg nem lett. Betegsége idején megfogadta, hogy amennyiben felépül, nekilát teológiát tanulni. Mikor betegsége véget ért, beteljesítette fogadalmát, és az egyetemen teológiai professzor, Roskilde-ben pedig kanonok lett. 1629. július 12-én a Zeelandban fekvő Soróban halt meg.
Anatomicae Institutiones Corporis Humani, 1611-ben megjelent munkája több éven keresztül az anatómia alaptankönyvének számított. Ő írta le először a szaglóidegek működését.
Fiai közül ketten, Thomas és Erasmus is híres tudós volt.

## Fordítás
- Ez a szócikk részben vagy egészben  a   Caspar Bartholin the Elder című angol Wikipédia-szócikk ezen változatának fordításán alapul.  Az eredeti cikk szerkesztőit annak laptörténete sorolja fel. Ez a jelzés csupán a megfogalmazás eredetét és a szerzői jogokat jelzi, nem szolgál a cikkben szereplő információk forrásmegjelöléseként.